# 持安氏
持安氏（もちやすし）は日本の氏族。宗家は郷士。江戸時代の美作国全間（）の大庄屋。
家系は伊勢平氏維盛流の庶流で、戦国時代に葛城将盛（葛城氏）が現れ、その長男で郷士であった惣右衛門が美作国久米南条郡（現在の久米南町）全間で持安氏を名乗り、全間を独自の支配下に置いた。江戸幕府が成立すると全間は幕府領龍野藩預地となり、持安長治兵衛が代々庄屋をつとめ幕末にまで至る。持安本家の屋号は友清と呼ばれ、旅人に宿を提供していた（後述）。長治兵衛は全間の年貢を大坂にまで運び、金（小判であろう）に両替をして、江戸まで運び府に納めていた。
友清は旅人に米一升で一泊させて、武士（浪人も含む）には別の部屋を提供していた。これらの名残から近代以後も全間に廻って来た薬売りに宿泊をさせ、小学校教師の下宿等にも提供していた。
近代に入り、持安長治兵衛の子孫に持安吟治が登場する。